# 小行星6546
小行星6546（英語：6546 Kaye）是一颗围绕太阳公转的小行星。1987年2月24日，安東寧·姆爾科斯在克列特发现了此天体。
这颗小行星的绝对星等为273.69693等。